# Negură Bunget
Negură Bunget ist eine Metal-Band aus Rumänien.

## Bandgeschichte
Die Band wurde Anfang 1995 in Timișoara von Hupogrammos Disciple (Gesang, Gitarren) und Gabriel „Negru“ Mafa (Schlagzeug) unter dem Namen Wiccan Rede gegründet. Nachdem sie das erste Demo From Transilvanian Forests als Wiccan Rede veröffentlicht hatte, änderte die Band den Namen zu Negură Bunget, was in altem Rumänisch so viel wie „schwarzer, aus dem tiefen Wald kommender Nebel“ bedeutet.
Im Juni 1995 hatte Negură Bunget ihren ersten Auftritt in Buzău. Das erste Album, Zîrnindu-să, wurde im Oktober 1996 aufgenommen und Ende 1996 durch Bestial Records veröffentlicht. Im Dezember 1998 brachte Negură Bunget eine EP namens Sala Molksa heraus. Das Album wurde von Juni bis August 1998 aufgenommen und ebenfalls bei Bestial Records veröffentlicht. Zusammen mit dem dritten offiziellen Mitglied, Spurcatu, zeigten die fünf Tracks der CD einen komplexeren, aggressiveren Sound.
Hiernach tourte die Band durch ganz Europa mit dem 2000er Release des Albums Măiastru Sfetnic. Măiastru Sfetnic führte außerdem zu einem 3-Alben-Vertrag mit dem italienischen Label code666 records. Im Juni 2002 betrat die Band abermals das Studio, um das vierte Album, ‘N Crugu Bradului, aufzunehmen. Die vier Lieder des Albums repräsentieren die vier Jahreszeiten. 2005 kam die auf 734 Einheiten limitierte EP Înarborat Kosmos in die Läden. Nach einigen Monaten Wartezeit wurde schließlich 2006 das Album OM veröffentlicht, das vom britischen Musikmagazin Terrorizer retrospektiv zum sechstbesten Album der Dekade 2000–2009 gewählt wurde.
Ende September 2007 wurde noch vor Auslaufen des Vertrages mit Code666 die Unterzeichnung eines neuen Vertrages beim Prophecy-Productions-Sublabel Lupus Lounge bekannt gegeben. Während ihrer Europatournee im Jahr 2008 wurde der Band eine nationalistische oder dem Nationalsozialismus nahestehende Gesinnung vorgeworfen, was Emiliano Lanzoni von Code666 als lächerlich bezeichnete. Negură Bunget stehe für Menschlichkeit, Natur und Emotionen und habe nie nazistische oder faschistische Organisationen unterstützt; auf der Seite der Band finde sich seit 2002 eine offizielle Erklärung diesbezüglich. Lupus Lounge veröffentlichte zum Jahresende 2008 Neuauflagen von From Transilvanian Forests, Zîrnindu-să (inkl. Bonus-CD), Sala Molksa (inkl. Bonus-CD) und Măiastru Sfetnic sowie eine diese Alben enthaltende limitierte Sammlerbox. Im März 2010 erschien ebenfalls über Lupus Lounge mit Maiestrit eine Neuinterpretation von Măiastru Sfetnic sowie über Code666 Virstele Pamintului, das ausschließlich Neukompositionen enthaltende Nachfolgealbum zu OM.
Am 21. März 2017 gab Tibor Kati, seit 2013 Sänger, Keyboarder und Gitarrist der Band, über Facebook bekannt, dass Bandgründer Gabriel „Negru“ Mafa am gleichen Tag im Alter von 42 Jahren verstorben sei. In der Folge verkündete die Band ihre vorläufige Auflösung.
Vier Jahre nach dem Tod von Schlagzeuger und Bandleader Gabriel Mafa haben die verbleibenden Mitglieder der rumänischen Black/Prog/Pagan-Metaller Negură Bunget das fertiggestellt, was wahrscheinlich der Schwanengesang der Band ist – ein Tribut und ein richtig epischer Abschied für Negru.
Basierend auf bereits bestehenden Schlagzeugaufnahmen und auf Demos und Proberaumaufnahmen setzten die verbleibenden Bandmitglieder darauf jedoch noch Negrus Vision einer „transsilvanischen Trilogie“ um. Das Album Zău, das als letztes Werk der Band gilt, wurde von Tibor Kati, Adrian Neagoe und Petrică Ionuţescu am 26. November 2021 veröffentlicht.

## Stil
Als Wiccan Rede orientierte die Band sich am symphonischen Black Metal, auf Zîrnindu-să behielt sie diesen Stil größtenteils bei. Im Laufe der Jahre wurde die Musik der Band zusehends komplexer und progressiver. Die symphonischen Elemente verschwanden zugunsten ruhiger Keyboard-Passagen, Naturgeräusche, folkloristischer Klänge und Perkussion.
Die Band sieht sich dem Black-Metal-Ethos verbunden, da sie diesen als Pfad spiritueller Suche auffasst, aufgrund fehlender satanistischer Texte ist sie selbst jedoch nicht dem Black Metal zuzuordnen. Wolf-Rüdiger Mühlmann vom Rock Hard ordnet die Band dem Pagan Metal zu, allerdings behandelt sie kaum heidnische Themen, sondern ist mehr auf Naturmystik fokussiert. Eines ihrer Alben trägt den Titel Virstele Pamintului (rumänisch ‚Zeitalter der Erde‘), da die Band sich auf diesem mit den unterschiedlichen Ebenen von Realität im Laufe der Zeit und ihren Verbindungen unter anderem durch Natur und Tradition befasste. Von fundamentaler Bedeutung für die Band sind ein spirituelles, esoterisches und ein historisches Element, und innerhalb dieser weitere Elemente wie Natur und Folklore. Die Mischung der beiden Hauptelemente wird von der Band als ihre Ideologie bezeichnet, da ihre Musik eine Reflexion ihrer Vorstellungen ist „und nicht umgekehrt“, wie Negru betont. Als eines der für sie wichtigsten Konzepte bezeichnet die Band transsilvanische Spiritualität, worunter sie einen Komplex aus über die Jahrtausende in ihrem Land versammelten Praktiken und Glaubensinhalten zusammenfasst. Als ihre Essenz bezeichnet sie Unsterblichkeit, Blut und Weisheit.

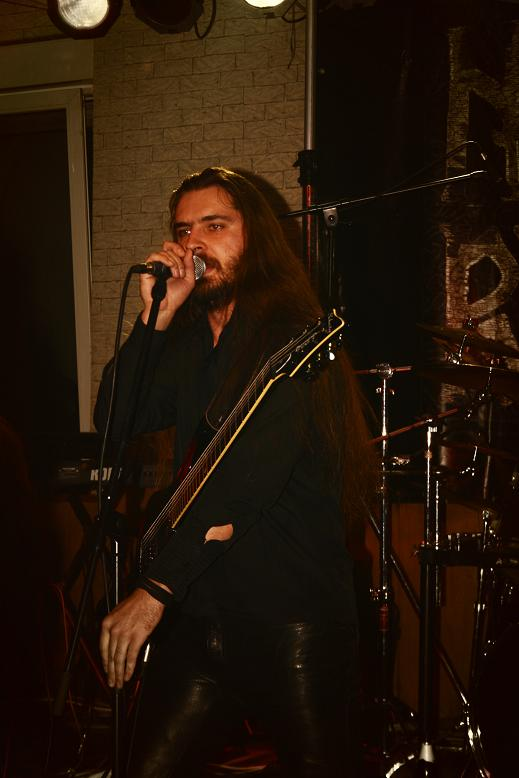
Hupogrammos Disciple, live im April 2007

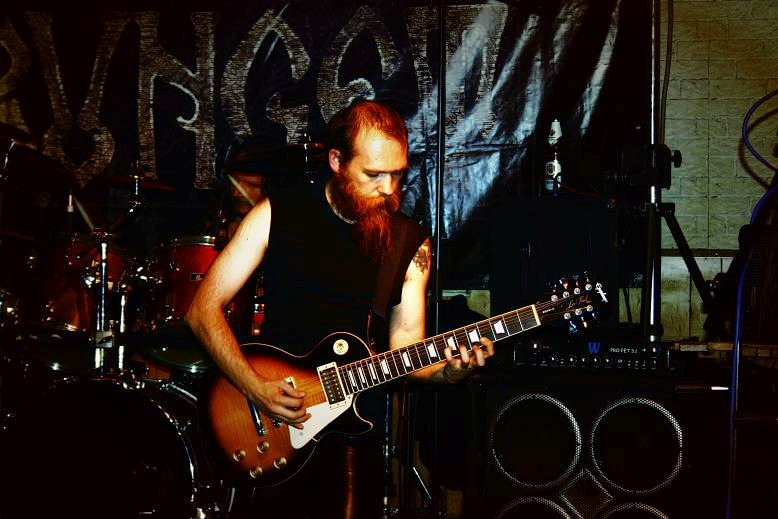
Sol Faur, live im April 2007

## Diskografie

### Studioalben
- 1996: Zîrnindu-să dt. „Nachtschattengleich“ (CD/2xCD/MC/12"; Bestial Records)
- 2000: Măiastru Sfetnic dt. „Hoher Berater“ (CD/MC; Bestial Records)
- 2002: ‘N Crugu Bradului (CD/MC/12"/2×12"; Code666 Records)
- 2006: OM(CD/CD+DVD/2xCD/MC/2×12"; Code666 Records)
- 2010: Maiestrit (CD/2xCD; Lupus Lounge / Prophecy Productions)
- 2010: Vîrstele pămîntului (CD/2×12"; Code666 Records)
- 2015: Tău (CD/2xCD+DVD/12"; Lupus Lounge / Prophecy Productions)
- 2016: Zí (CD/2xCD+DVD/12"; Lupus Lounge / Prophecy Productions)
- 2021: Zău (CD, Album + DVD-V + Ltd, Art/CD, Album, O-C/LP, Album, Whi/LP, Album; Lupus Lounge)

### Konzertalben
- 2012: Focul Viu (2xCD/2xCD+DVD/DVD; Lupus Lounge / Prophecy Productions)

### EPs und Singles
- 1998: Sala Molksa (CD/2xCD/MC; Bestial Records)
- 2005: Inarborat Kosmos (CD/12"; Code666 Records)
- 2011: Poartă de dincolo (CD; Code666 Records)
- 2013: Gînd a-prins (7"; Lupus Lounge / Prophecy Productions)

### Kompilationen
- 2008: From Transilvanian Forest (CD/MC; Lupus Lounge / Prophecy Productions)

### Boxsets
- 2004: Trilogy (3xCD; Bestial Records)

### Demoaufnahmen
- 1995: From Transilvanian Forests (als Wiccan Rede)

### Sampler-Beiträge
- 1996: Underground Romania Vol.II (East&Art Rec.)
- 1997: Бдьзивт auf Underground Romania Vol.III (Phoenix Rec.)
- 1998: Hole in the Sky Vol.II
- 1998: Les Litanes des Satan
- 1999: Upon a Mighty Blooded Stream (Red Stream Productions)
- 1999: Mare Tenbrarum (Mare Tenebrarum Rec.)
- 2001: Immortality’s Elegy the Vampirism auf Waging the War (Sepulchral Productions)
- 2001: A-vînt in abis auf Awaken Comp.3 (Awaken Rec.)
- 2002: Văzduh auf Better Undead Than Alive (2CD) (Code666 Records) (als Audio- und Videospur)
- 2003: Sculptured Fog und Din adîncul afundului întupat auf Scream of the Eastern Lands (Undercover Records)